# أليكس كوفيلو
أليكس كوفيلو (بالإسبانية: Alex Covelo) هو لاعب كرة قدم ومدرب كرة قدم إسباني، ولد في 19 مايو 1978 في سان خوستو ديزفيرا في إسبانيا.

## وصلات خارجية
- أليكس كوفيلو على موقع قاعدة بيانات كرة القدم.إي يو (الإنجليزية)
- أليكس كوفيلو على موقع Soccerway.com (الإنجليزية)
- أليكس كوفيلو على موقع عالم كرة القدم.نت (الإنجليزية)